# Campanula leucoclada
Campanula leucoclada är en klockväxtart som beskrevs av Pierre Edmond Boissier. Campanula leucoclada ingår i släktet blåklockor, och familjen klockväxter. Inga underarter finns listade i Catalogue of Life.